# Mirtillo

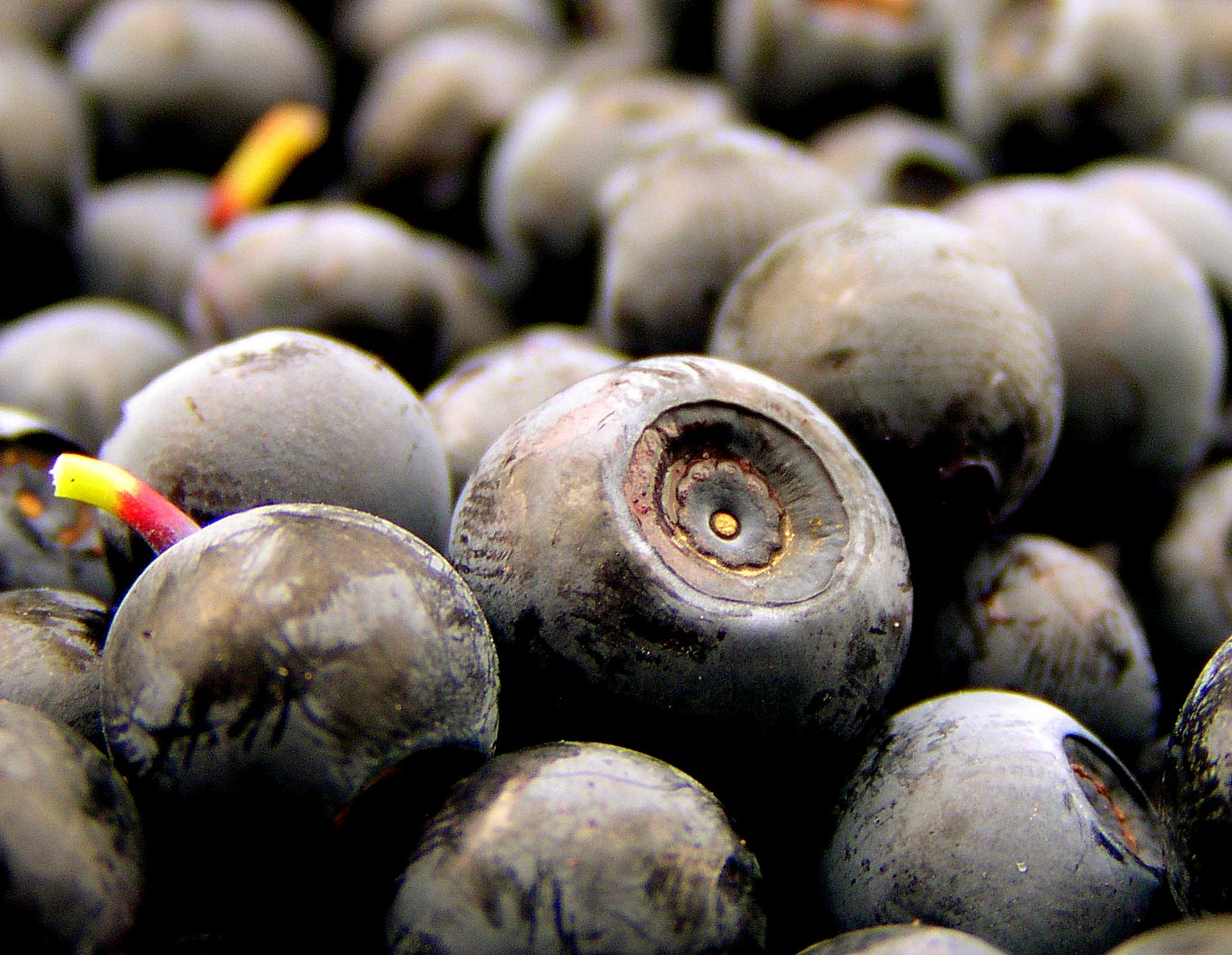
Mirtilli selvatici raccolti in Norvegia.

Il mirtillo è il nome comune dato alla bacca di colore blu, ottenuta da diverse varietà della sezione Myrtillus del genere Vaccinium e inclusa nella categoria dei frutti di bosco.
Il più diffuso in Europa è il mirtillo nero, ottenuto dalla specie Vaccinium myrtillus, mentre in Nordamerica la varietà più diffusa è quella ottenuta da piante dello stesso genere, ma appartenenti alla sezione Cyanococcus.
I mirtilli rossi, invece, appartengono al sottogenere Oxycoccus.
In ogni caso è molto usato nella preparazione di marmellate, crostate e gelati.